# Saybuscher Becken

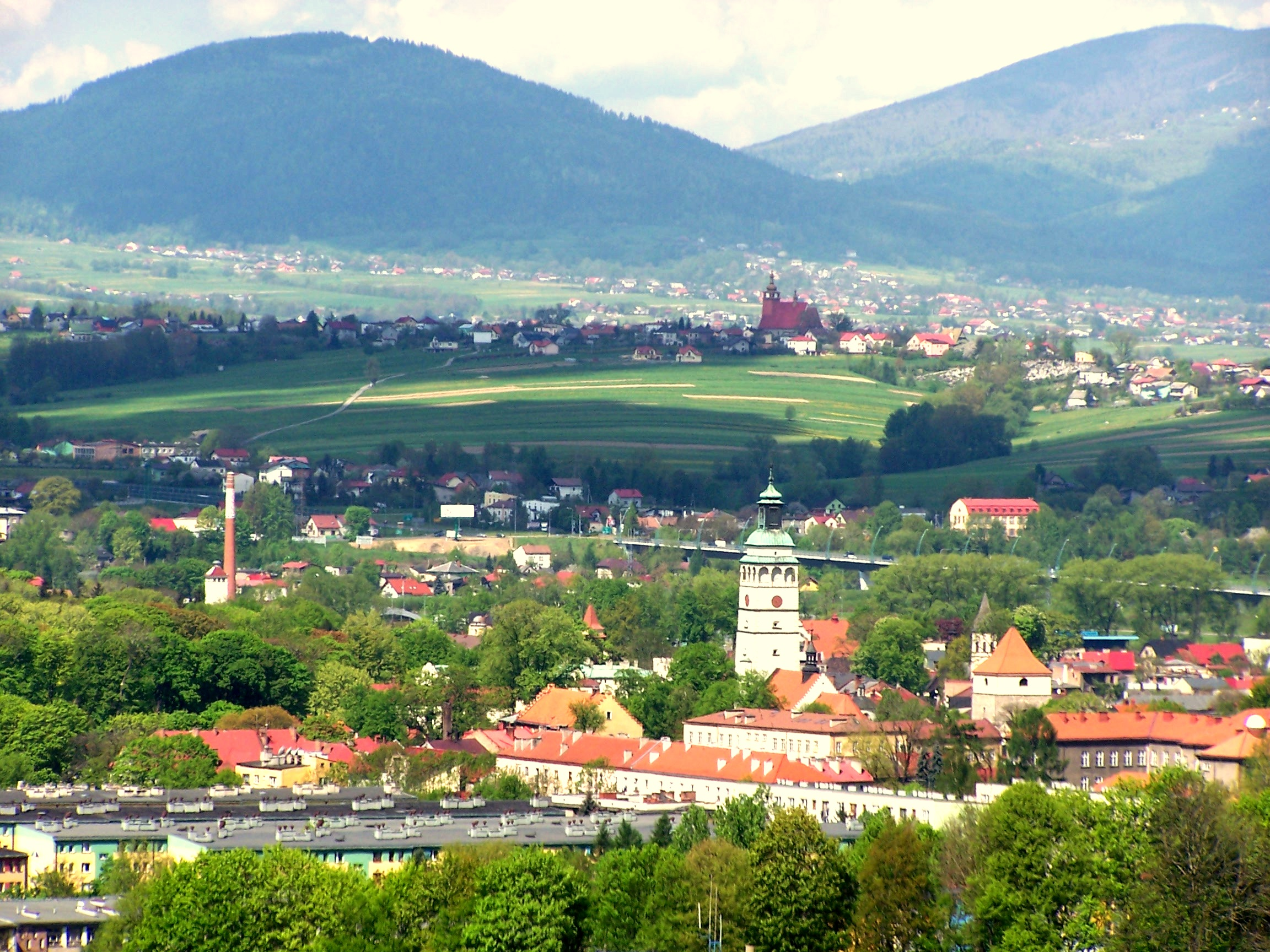
Namensgebende Stadt im Becken

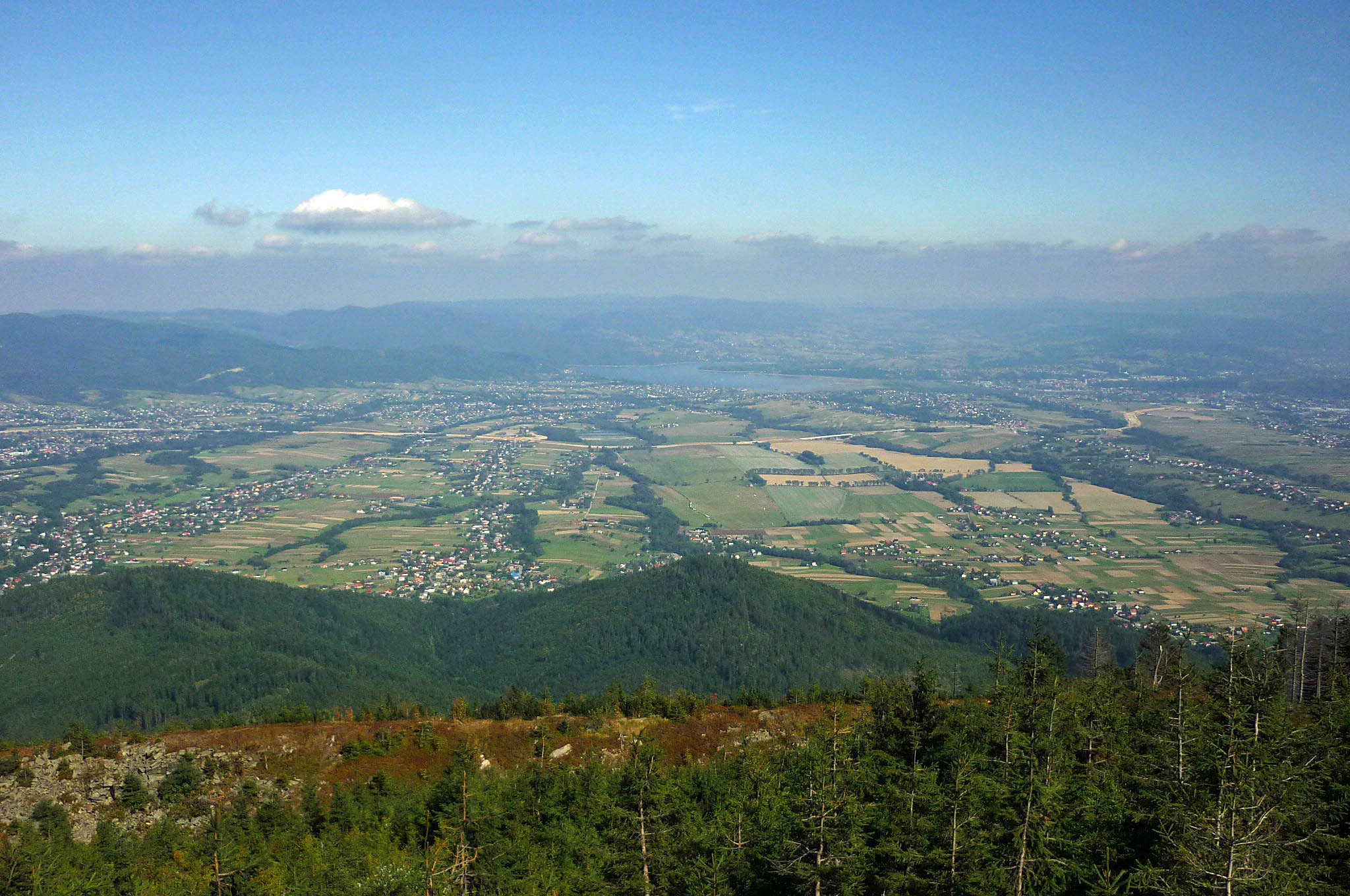
Blick vom Skrzyczne im Sommer

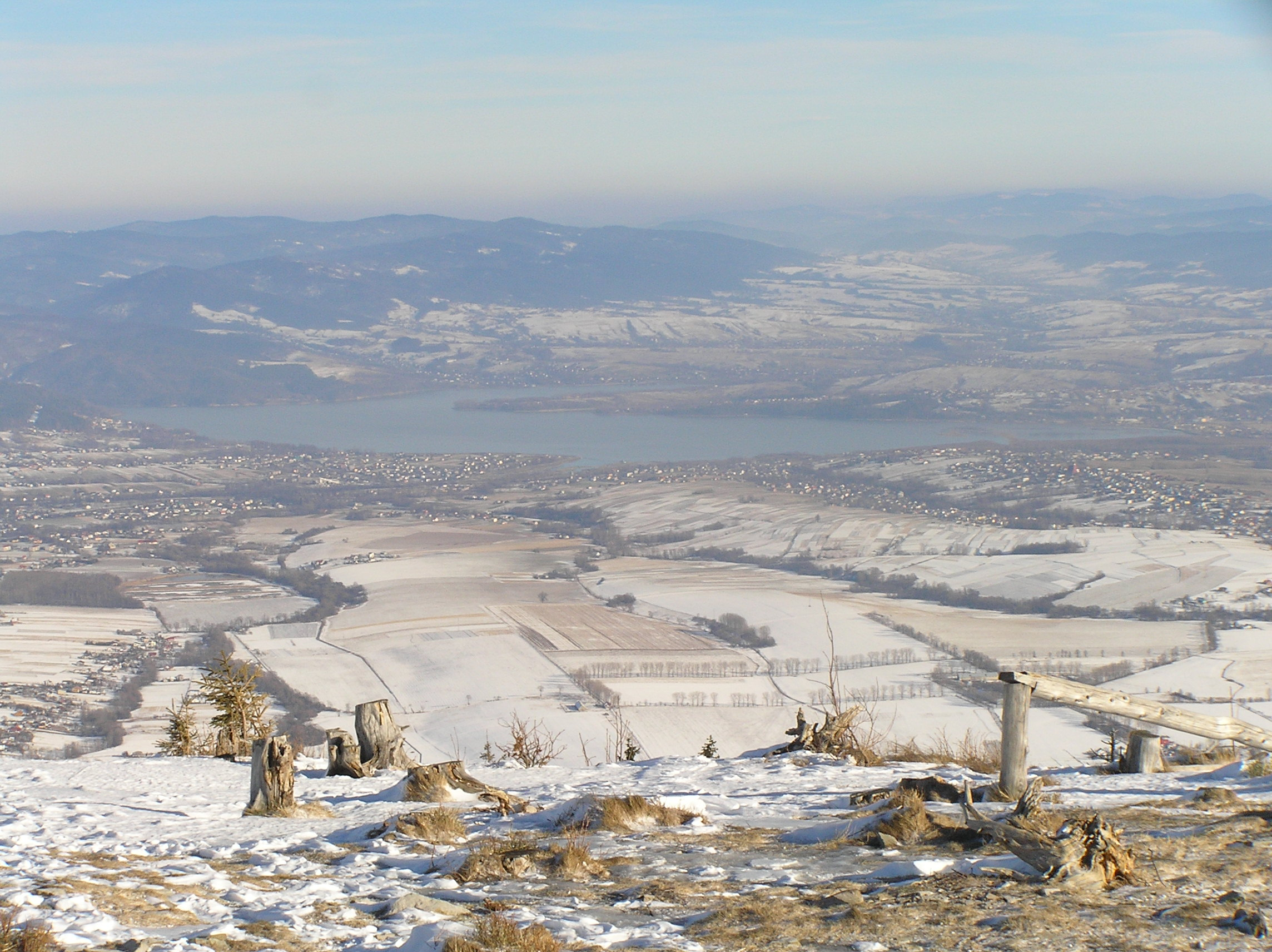
Blick vom Skrzyczne im Winter

Das Saybuscher Becken (polnisch Kotlina Żywiecka) in Polen ist ein großer Talkessel in Kleinpolen inmitten der Westbeskiden. Es liegt auf einer Höhe von 340 bis 500 m n.p.m. und bedeckt eine Fläche von 320 km².

## Geografie
Das Saybuscher Becken ist Teil der Beskiden und erstreckt sich am oberen Lauf der Soła und ihren Zuflüssen Koszarawa und Żylica zwischen den Schlesischen Beskiden im Westen, den Kleinen Beskiden im Norden, den Makower Beskiden im Osten und den Saybuscher Beskiden im Süden. Durch das  Wolfsdorfer Tor im Norden wird das Saybuscher Becken mit dem Schlesischen Vorgebirge verbunden. Es weist einen hügeligen Charakter auf mit dem  612 m hohen Grojec als höchster Erhebung. Der Stausee Żywiecer See liegt im Norden des Beckens.
Das Saybuscher Becken ist dicht besiedelt. Die einzige größere Stadt ist Żywiec (Saybusch). Die fruchtbare Region ist ansonsten landwirtschaftlich geprägt.